# Yumeiro Pâtissière
Yumeiro Pâtissière (夢色パティシエール, Yumeiro Patishiēru, lit.  "Pasteleira Cor de Sonhos", as vezes escrito como Yumeiro Patissiere) é uma série de mangá e anime shōjo escrita por Natsumi Matsumoto. A serialização começou em 3 de setembro de 2008, na edição de outubro de 2008 da revista Ribon. A série terminou em 3 de junho de 2011, com um total de 12 volumes tankōbon. O mangá ganhou o 56.º Shogakukan Manga Awards na categoria infantil.

## História
Ichigo Amano é uma garota de 14 anos bastante atrapalhada, sem nenhum talento especial e vive sempre caindo de escadas. Ao visitar uma exposição de bolos, ela se depara com um sabor familiar, indo atrás do cozinheiro que fez o doce, ela encontra Henri Lucas, um pâtissièr (Pasteleiro em francês), ela descobre que ele estudou na mesma escola para pâtissièrs que sua falecida avó estudou e por isso o sabor de seus doces era familiar. Henri reconhece o paladar aguçado e convida Ichigo para estudar na filial japonesa da academia onde estudou, a Academia Saint Marie. Chegando lá, Ichigo se depara com confusões por não ter experiência nenhuma em fazer doces e é criticada por seus colegas, mas ao encontrar um espírito dos doces (Uma espécie de fada) Vanilla (Baunilha em inglês e francês), ela começa a aprender a fazer doces e decide entrar no Cake Gran Prix, uma competição de doces onde o time vencedor vai estudar no campus principal da Academia em Paris.
Na segunda temporada, Yumeiro Pâtissière SP Professional, Ichigo retorna ao Japão após estudar dois anos na França, onde novas aventuras a aguardam.

## Personagens

### Personagens Principais
Ichigo Amano (天野いちご, Amano Ichigo)
Uma garota de 14 anos otimista, ativa e atrapalhada que ama doces. Sua mãe a ignorou por diversos anos por não ter nenhum talento (Em contraste com sua irmã mais nova Natsume, que é ótima pianista). Seu paladar aguçado a permite identificar os ingredientes de qualquer doce e também quem foi que os fez, isso a faz ser convidada e estudar na Academia Saint Marie apesar de seu amadorismo em confeitaria e pastelaria.  Também é conhecida por seu enorme apetite para bolos, tendo ganhado competições de comer bolos no passado e acreditar que há um segundo estômago exclusivo para bolos. Seu sonho é fazer todos felizes com suas receitas. Ela possui dificuldade em matérias que não envolvam culinária, como explicado por Vanilla na segunda temporada, mesmo tendo vivido na França por dois anos, ela não é capaz de falar francês e teve de sobreviver tarefas diárias usando gestos corporais. Ela desenvolve sentimentos por Kashino, e, no final de Yumeiro Patissiere Professional é implicito que os dois iniciam um namoro. Além disso, eles se beijam no último episódio de Yumeiro patissiere professional.
Makoto Kashino (樫野 真, Kashino Makoto)
Um dos "Príncipes dos Doces" da Academia Saint Marie, sua especialidade são doces com chocolate. Ele e Andou são amigos de infância e decidiram estudar na Academia Saint Marie juntos. Ele é frequentemente caçoado por sua altura, já que é o menor dos Príncipes dos Doces. Ele vem de uma prestígiosa família de médicos que não aprovam na sua decisão de se tornar um Pâtissièr, sendo assim ele terá de se formar na Academia com notas perfeitas e ser o melhor da sala, caso contrário terá de desistir de seu sonho. Ele é frio, insociável, direto e facilmente irritável, mas suas técnicas de chocolate são inquestionáveis, mesmo sendo o mestre do chocolate, ele é mais azedo que limão. Aos poucos ele se torna amigo de Ichigo e aceita ela como colega de equipe. No início eles não se davam bem, chamando um ao outro de nomes como Demônio e Comilona, mas são vistos de mãos dadas no último episódio da primeira temporada e começam a namorar no final da segunda.
Satsuki Hanabusa (花房五月, Hanabusa Satsuki)
Um dos "Príncipes dos Doces" da Academia Saint Marie, sua especialidade são esculturas de doces e doces em formato ou baseados em rosas. Seu pai era um horticulturista especializado em rosas que morreu anos antes do início da série, deixando apenas ele e sua mãe, professora de arranjo de flores na Academia Saint Marie, isso o fez se sentir obrigado a ser gentil e cortês com todas as garotas que conhece. Ele guarda um jarro de água de rosas em memorial ao seu pai. Ele também é um narcisista e leva cerca de uma hora para se arrumar durante as manhãs.
Sennosuke Andou (安堂千乃介, Andō Sennosuke)
Um dos "Príncipes dos Doces" da Academia Saint Marie, sua especialidade são doces tradicionais japoneses. Sua família é dona de uma loja de doces tradicionais chamada Yumezuki e seu sonho é criar sua própria loja que misture doces ocidentais e doces japoneses. Ele é o mais velho de cinco irmãos e por isso é bastante calmo e ponderado, agindo como uma espécie de irmão mais velho para Ichigo, Kashino e Hanabusa, embora ele às vezes acha que deve resolver tudo por conta própria. Ele também trata sua espírito dos doces, Caramel, como uma irmã mais nova e fica incrivelmente feliz sempre que ela faz alguma coisa para ele.

### Espíritos dos Doces
Os Espíritos dos Doces são pequenas fadas vindas do Reino dos Doces. Eles sonham em serem pâtissièrs da corte e vão ao mundo dos humanos para fazer parceria com um humano para que façam doces juntos e ajudem um ao outro. No décimo terceiro episódio da primeira temporada quando Ichigo vai ao Reino dos Doces, Kashi, pensando que ela é um espírito comenta "As suas asas ainda não cresceram?", revelando que os Espíritos dos Doces nascem sem asas. No sétimo episódio da segunda temporada, é revelado que os Espíritos nascem de ovos. Finalmente no décimo terceiro e último episódio da segunda temporada, Mint, a mais jovem dos Espíritos dos Doces comenta "Eu nunca estive tão aflita em todos os 150 anos de minha vida", revelando assim que os Espíritos dos Doces possuem longa longevidade.
Vanilla (バニラ, Banira)
Espírito dos Doces de Ichigo, sua especialidade são doces com baunilha. Seu nome significa baunilha tanto em inglês quanto em francês. Ela é normalmente calma e tem tendência de responder perguntas de sim ou não em francês, mas fica bastante mandona quando está com raiva. Segundo as palavras de Ichigo: "Ela pode ser pequena e fofa, mas seu treinamento culinário é ESPARTANO!". Ela frequentemente anima Ichigo quando ela está deprimida e pode usar sua magia para decorar pratos e encolher humanos até o tamanho de espíritos dos doces.
Chocolat (ショコラ, Shokora)
Espírito dos Doces de Makoto, sua especialidade são doces com chololate. Seu nome significa chocolate em francês. Os fãs às vezes escrevem seu nome como sendo Chocolate, apesar de ser oficializado como Chocolat. Ela é bastante competitiva e um exemplo clássico de Tsundere. Embora ela diga que não gosta de Ichigo, ela na verdade sempre a ajuda quando necessário.
Caramel (キャラメル, Kyarameru)
Espírito dos Doces de Andou, sua especialidade são doces com caramelo. Seu nome significa caramelo em francês. Embora seja a mais velha dos espíritos, Caramel é a mais infantil deles e começa a chorar facilmente, assim como devanear. Ela também tem um péssimo senso de direção e gosta de comidas bastante doces. Ela vê Andou como um irmão mais velho e está quase sempre pensando nele.
Café (カフェ, Kafe)
Espírito dos Doces de Hanabusa, sua especialidade são doces com café. Seu nome significa café em francês. Ele é bastante educado e nunca deixa de ser gentil com todos que encontra. Ele admira Hanabusa como um veterano, especialista em fazer doces. Cafe é capaz de fazer um café bastante amargo como forma de manter seus parceiros acordados.
Honey (ハニー, Hani)
Espírito dos Doces de Mari Tennouji, sua especialidade são doces feitos com mel. Seu nome significa mel em inglês. Ela é madura e calma e embora sem leve uma expressão séria em seu rosto, é amigável e gentil para todos. Como uma Espírito dos Doces mais velha, as pontas de suas asas são pontudas e não arredondadas, e também é muito respeitada pelos outros espíritos, ao ponto de ser chamada de Honey-sama (Sama é um honorífico de extremo respeito na cultura japonesa).
Marron (マロン, Maron)
Espírito dos Doces de Miya Koshiro, sua especialidade são doces feitos com castanhas. Seu nome significa marrom em francês. Ela é bastante parecida com Miya, embora ambas neguem e é muito exigente, tendo procurado um dia inteiro por um parceiro até reconsiderar e fazer de Miya sua parceira.
Maize (メイズ, Meizu)
Personagem da segunda temporada e Espírito dos Doces de Johnny McBeal, sua especialidade são doces fritos. Seu nome significa milho em francês, sendo a única Espírito dos Doces cujo nome não tem relação com sua especialidade. Ela é geralmente calma e é grande fã da cultura japonesa embora não entenda muito sobre ela (Como sempre falar e agir extra-formalmente e exagerar em gestos de respeito). Sempre que alguém comete algum ato desrespeitoso ou não cumpre a etiqueta de agradecimento, ela literalmente invoca um pilar de fogo como forma de punição para quem cometeu tal ato, seja humano ou espírito.
Mint (ミント, Minto)
Espírito dos Doces de Lemon, sua especialidade são doces com menta. Seu nome significa menta em inglês. Ela é a mais jovem dos Espíritos dos Doces e está sempre gentil e sorridente. Do mesmo modo que Lemon vem a admirar Ichigo, Mint admira muito Vanilla. E é a mais nova entre os Espíritos dos Doces.

### Personagens Secundários
Henri Lucas (アンリ・リュカス, Hanri Lucas)
O neto de Marie Lucas, fundadora da Academia Saint Marie. Foi ele quem convidou Ichigo para estudar na academia devido ao seu incrível paladar para doces. O avô dele treinou a avó de Ichigo como pâtissière e ele pretende fazer o mesmo. Todos os seus estudantes são incrívelmente respeitados já que Henri recebeu o título de Mestre dos Doces pelos seus feitos como pâtissièr. Ele é visto como um cavalheiro gentil e calmo e foi quem inspirou Mari a se tornar uma pâtissière. Ele provavelmente possui um Espírito dos Doces já que é capaz de vê-los, mas ele nunca apareceu. Em Yumeiro Pâtissière SP Professional ele inicia um projeto em criar uma vila onde estudantes a pâtissièrs possam cuidar de suas próprias lojas como preparação para suas futuras carreiras.
Mari Tennouji (天王寺麻里, Tennouji Mari)
Uma das melhores estudantes de Henri Lucas. Mari é presidente do conselho estudantil da Academia e a melhor estudante da Academia se tratando de culinário, visto que seus doces se esgotam rapidamente no Salon de Marie (Loja dentro da Academia onde os doces dos melhores estudantes são vendidos). Embora tenha ganhados diversos troféus, prêmios e medalhas, ela afirma que eles não são nada comparados a atenção que ele tenta ganhar de uma certa pessoa, Henri Lucas, seu grande e platônico amor pelo qual ela trabalha para aumentar seu talento todos os dias apesar de já ser a melhor estudante da academia. Em Yumeiro Pâtissière SP Professional, ela vive em Nova Iorque para ajudar no projeto de Henri.
Miya Koshiro (小城美夜, Koshiro Miya)
Herdeira da franquia internacional de doces Château Seika e um ano mais velha do que Ichigo. Miya é uma garota literalmente obcecada com Makoto tentando namorá-lo, ou em ponto se casar com ele, em diversos pontos da série, sempre falhando. Ela tem inveja de Ichigo por ter ficado no grupo dos Príncipes dos Doces apesar de ser uma completa amadora. Ela é bastante determinada para conseguir o que quer e sempre usa a influência e fortuna de sua família para conseguir isso (Por exemplo, ter comprado o Campus da filial da Academia Saint Marie de Andorra para poder competir no World Cake Gran Prix). Ela também sempre usa ingredientes do mais alto padrão e contrata diversos pâtissièrs profissionais para lhe dar lições particulares.
Johnny McBeal (ジョニーマクビール, Jonī Makubīru)
Personagem da segunta temporada, um exemplo clássico de estereótipo norte-americano. Johnny é um estudante transferido dos Estados Unidos que prefere trabalhar sozinho a trabalhar em equipe. Apesar disso, seus doces são bons o bastante para serem vendidos no Salon de Marie. Ele é bastante escandaloso e não conhece muito da cultura japonesa.
Lemon Yamagishi (山岸レモン, Yamagishi Remon)
Uma das estudantes de Henri Lucas que estudava no campus francês da Academia Saint Marie e um ano mais nova do que Ichigo. Ela ficou bastante convencida ao receber elogios de Henri e levou uma bronca dele por causa disso. Por Henri ter dito que ela precisava se esforçar como a estudante Ichigo no campus japonês, ela pediu transferência para a filial japonesa da Academia. Ao ser derrotada em uma rodada do Cake Gran Prix ela percebe onde errou e volta para o campus francês, desta vez acompanhada pela sua Espírito dos Doces, Mint. Na segunda temporada ela se transfere permanentemente para o campus japonês e devido as suas habilidades, conseguiu pular de série e estudar na mesma classe de Ichigo.
Rumi Kato (加藤留美, Katō Rumi)
Colega de quarto e melhor amiga de Ichigo na Academia Saint Marie. Rumi não possui um Espírito dos Doces e frequentemente anima e protege Ichigo. Não se sabe muito sobre ela além do fato de ter um namorado a longa distância chamado Takuya.

## Anime
A versão em anime do mangá de Yumeiro Pâtissière foi anunciada em junho de 2009, e estreou no dia 4 de outubro. A primeira temporada rendeu cinquenta episódios e foi ao ar até 26 de setembro de 2010. A música de abertura se chama Yume ni Yell! Pâtissière♪ (夢にエール!パティシエール♪, Yume ni Ēru! Patishiēru♪, Grito dos Sonhos! Pâtissière♪) cantada por Mayumi Gojou e a de encerramento se chama Ichigo no Miracle (いちごのミラクルール, Ichigo no Mirakuru, Milagre de Ichigo) cantada por Yukina Sugihara. A segunda temporada, Yumeiro Pâtissière SP Professional foi ao ar instanteneamente após o final da primeira e rendeu 13 episódios que foram exibidos entre 3 de outubro e 26 de dezembro de 2010.

## Mangá
Escrito e desenhado por Natsumi Matsumoto, o mangá Yumeiro Pâtissière começou sua publicação na revista Ribon em 3 de setembro de 2008. Cada capítulo é chamado de Recette (Receita em francês) e até o seguinte momento foram lançados oito volumes do mangá. O mangá de Yumeiro Pâtissière foi campeão na Shogakukan Manga Award de 2010 na categoria infantil.